# Береги (Хустський район)
Бе́реги — село в Синевирській громаді Хустського району Закарпатської області України. Населення живе на висоті 1085 метрів над рівнем моря. У 2001 році населення становило 211 жителів. 

## Географія
На південному заході від села бере початок річка Шпильканя, ліва притока Озерянки.
Село є найвищим населеним пунктом Закарпатської області і четвертим в Україні (найбільша середня висота поселення).

## Історія
Згадується в 1864 році як Berehe.
Згадки: 1892 — Berchi (Hnt.), 1898 — Berchi (Hnt.), 1902 — Berchi (Hnt.), 1944 — Berehi, Береги (Hnt.), 1983 — Береги (ZO). A Berehi helységnév ruszin dűlőnévi eredetű, vö. 1864 — Berehe (Sebestyén 2008: 181).

## Населення
Згідно з переписом УРСР 1989 року чисельність наявного населення села становила 276 осіб, з яких 136 чоловіків та 140 жінок.
За переписом населення України 2001 року в селі мешкало 211 осіб. 100 % населення вказало своєю рідною мовою українську.